# Liou Kchun
Liou Kchun (čínsky pchin-jinem Liú Kūn, znaky zjednodušené 刘昆; * prosinec 1956 Žao-pching) je čínský politik, v letech 2018–2023 ministr financí Čínské lidové republiky ve druhé Li Kche-čchiangově a v Li Čchiangově vládě. Předtím zastával post předsedy rozpočtového výboru Stálého výboru Všečínského shromáždění lidových zástupců, náměstka ministra financí a viceguvernéra provincie Kuang-tung. V letech 2003–2018 byl poslancem Všečínského shromáždění lidových zástupců, čínského parlamentu. Byl členem 19. ústřední komise pro kontrolu disciplíny Komunistické strany Číny. 

## Životopis

### Mládí a vzdělání
Liou Kchun se narodil v prosinci 1956 v okrese Žao-pching, v prefektuře Čchao-čou v provincii Kuang-tung. Během Kulturní revoluce byl místo univerzitního studia nucen pracovat v továrně ve Fu-ťienu. V únoru 1978 byl přijat ke studiu financí a monetární ekonomie na Siamenské univerzitě, přičemž studium absolvoval roku 1982. V roce 1984 se stal členem Komunistické strany Číny.

### Kariéra
Nejprve pracoval na různých pozicích v Hlavní kanceláři Lidové vlády provincie Kuang-tung. V letech 2001–2002 byl generálním tajemníkem Lidové vlády provincie Kuang-tung a poté od roku 2002 zastával post kuangtungského provinčního ministra financí. Následně byl v letech 2010–2013 viceguvernér Kuang-tungu, nejlidnatější čínské provincie. Zároveň byl v letech 2003–2008 (10. volební období), 2008–2013 (11. volební období) a 2013–2018 (12. volební období) poslancem Všečínského shromáždění lidových zástupců, čínského parlamentu, za svou rodnou provincii Kuang-tung.
Po třech dekádách působení v Kuang-tungu se Liou Kchun přesunul do Pekingu, kde se v roce 2013 stal náměstkem ministra financí. Následně byl roku 2016 jmenován předsedou rozpočtového výboru Stálého výboru Všečínského shromáždění lidových zástupců, permanentního orgánu čínského parlamentu. Ačkoliv se nejednalo o roli, ve které by činil výkonná rozhodnutí, poskytla mu příležitost učinit si přehled o fiskální situaci Číny.
Na XIX. sjezdu Komunistické strany Číny v roce 2017 byl zvolen členem 19. ústřední komise pro kontrolu disciplíny.19. března 2018 byl jmenován ministrem financí Čínské lidové republiky ve druhé Li Kche-čchiangově vládě. Jeho jmenování bylo považováno za překvapivé, neboť poprvé za několik desetiletí nebyl ministrem financí jmenován člen Ústředního výboru Komunistické strany Číny. Na post ministra financí byl v březnu 2023 znovujmenován ve vládě Li Čchianga.
28. září 2023 jej ve funkci stranického tajemníka Ministerstva financí ČLR vystřídal Lan Fo-an. Liou Kchun ve funkci ministra financí setrval do 24. října 2023, kdy byl jmenován Lan Fo-an.